# Бріс
Бріс (іноді Брісей, дав.-гр. Βρίσης, Βρισεύς,) — персонаж давньогрецької міфології, житель міста Лірнесс недалеко від Трої, можливо лелег за походженням, жрець Аполлона, батько Брісеїди.
Його дочка Брісеїда була дружиною лірнесского царя Міна, а після захвату її греками під час Троянської війни стала улюбленою і вірною рабинею Ахіллеса. Загинув Бріс під час набігу Ахіллеса на Лірнесс або, за іншою версією, наклав на себе руки, коли його дочка потрапила в полон до греків.